# Unadon
L'unadon (鰻丼?) è un piatto tipico della cucina giapponese. Considerata una delle forme più famose di donburi, il nome significa letteralmente "ciotola anguilla".

## Preparazione
Il piatto è a base di unagi kabayaki, ovvero anguilla alla griglia ricoperto con una salsa dolce da versare sul riso caldo contenuto in una ciotola. Si tratta di un piatto molto sostanzioso.

## Varianti
Alcune varianti includono:
- Unajū (鰻重);
- Nagayaki (長焼き);
- Hitsumabushi (櫃まぶし).

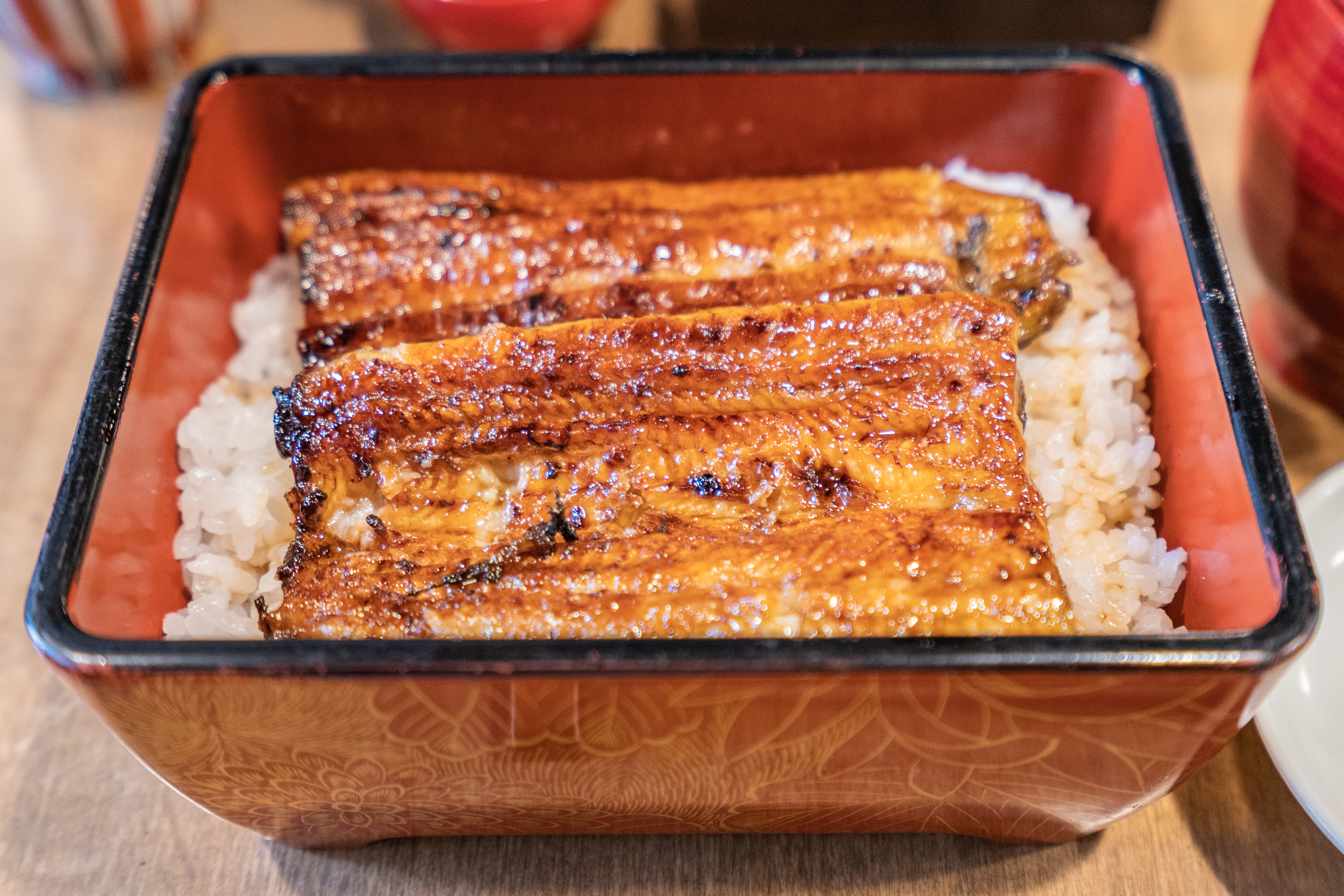
Unaju

Esistono alcuni tipi di stile di preparazione di questo piatto a seconda del luogo in cui viene servito, quella della regione del Kantō (関東式) e quella della regione del Kansai (関西式), si differenziano per il trattamento all'anguilla.

## Etimologia
Il nome deriva dalle parole giapponesi Unagi no Kabayaki (Anguilla alla griglia, letteralmente "l'anguilla alla griglia") e donburi (ciotola di riso piatto).